# Alexandra Velyaminova
Alexandra Velyaminova, död 1364, var storfurstinna av Moskvariket 1353–1359, gift med storfurst Ivan II av Moskva. 
Det finns begränsad information om Alexandra. 
Hon avled i pesten. 